# Loma Larga, Guerrero
Loma Larga är en ort i Mexiko.   Den ligger i kommunen Quechultenango och delstaten Guerrero, i den södra delen av landet, 230 km söder om huvudstaden Mexico City. Loma Larga ligger 853 meter över havet och antalet invånare är 101.
Terrängen runt Loma Larga är huvudsakligen kuperad, men norrut är den bergig. Runt Loma Larga är det ganska glesbefolkat, med 39 invånare per kvadratkilometer. Närmaste större samhälle är Quechultenango, 17,0 km väster om Loma Larga. I omgivningarna runt Loma Larga växer huvudsakligen savannskog.